# Dietrich-Bonhoeffer-Kirche (Berlin-Lichtenrade)

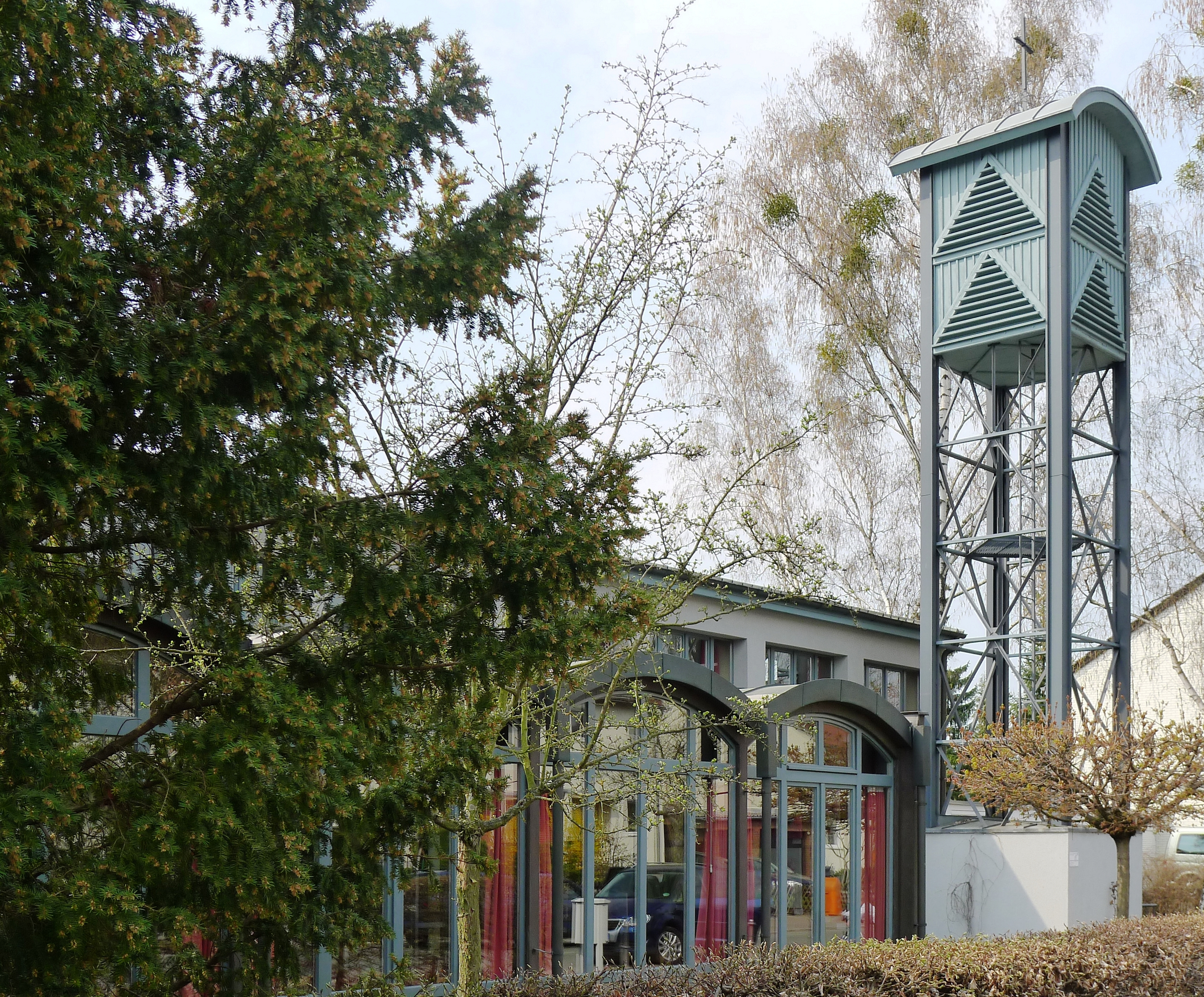
Dietrich-Bonhoeffer-Kirche

Die evangelische Dietrich-Bonhoeffer-Kirche am Rackebüller Weg 64 im Berliner Ortsteil Lichtenrade des Bezirks Tempelhof-Schöneberg gehört zu einem Gemeindezentrum, das 1955–1956 von Werner Foth und Joachim Darge errichtet und in den 1970er Jahren erweitert wurde.

## Geschichte
Als im Norden des alten Angerdorfs Lichtenrade neue Siedlungen vor allem für Aussiedler entstanden, beschloss im Frühjahr 1955 die Kirchengemeinde, ein Flüchtlingsseelsorge- und Gemeindezentrum auf dem kircheneigenen Grundstück zu errichten, das auch genügend Räume für den Unterricht der Konfirmanden, für das Pfarrhaus und eine Kindertagesstätte enthalten sollte. Der ursprünglich vorgesehene zweigeschossige Bau wurde im Hinblick auf den Bebauungsplan fallengelassen, weil sich die Kirche von den umgebenden Einfamilienhäusern nicht groß abheben sollte. Nur der 1958 errichtete Glockenturm, ein Stahlfachwerkturm, bildet eine Ausnahme. Die Grundsteinlegung erfolgte am 11. September 1955, das Richtfest wurde am 9. Januar 1956 gefeiert und am 16. Dezember 1956 wurde die Kirche eingeweiht. Als Namenspatron wurde am 29. Mai 1960 Dietrich Bonhoeffer gewählt.

## Baubeschreibung
Die ursprünglich gebaute Saalkirche, ein Mauerwerksbau, steht auf rechteckigem Grundriss. Sie hat große Sprossenfenster zur Straße und ist mit einem flachen Satteldach bedeckt, das auch innen sichtbar ist. Das Altarkreuz, die Leuchter und das Taufbecken wurden 1956 von Waldemar Otto geschaffen. 1963 erhielt die Kirche farbige Fenster, die Willy Rakuttis entworfen hat.
Das Innere wurde 1965 von Günter Kohlhaus stark umgebaut. Dabei erhielt der Kirchsaal eine abgehängte Decke aus Holz. Der Altarraum erhielt einen neuen Altar, ein neues Taufbecken und eine neue Kanzel. Die alte Empore aus Holz an der Rückseite wurde entfernt und eine neue an der Seite in Sichtbeton errichtet.
Im Jahr 1975 wurde das Bauwerk zu einer Basilika umgestaltet, wobei an den Saal zwei Seitenschiffe angebaut wurden, die sich durch Türen bei Bedarf vom Mittelschiff abtrennen lassen, sowie ein Chor mit daneben liegender Sakristei. Die seitliche Empore wurde wieder entfernt und eine neue über dem Eingang errichtet, auf der das bisherige Orgelpositiv der Dorfkirche Lichtenrade aufgestellt wurde, nachdem diese eine neue Orgel erhalten hatte.
Zwei Stufen führen auf eine Estrade, auf ihr steht der Altar. Ein großes kupfernes Relief an der Wand rechts vom Altar zeigt das Abendmahl Jesu, davor steht das Taufbecken. Die Altarwand erhielt ein farbiges Fenster.
Im Zuge einer umfassenden Renovierung wurde 1985 die aus Wellplatten aus Faserzement bestehende Dachhaut durch Kupferblech ersetzt.
Die Glockenstube des stählernen Campanile erhielt eine neue Hülle.
Das Bronzegeläut aus drei Glocken wurde von der Glocken- und Kunstgießerei Rincker am 17. März 1958 hergestellt.
| Schlagton | Gewicht (kg) | Durchmesser (cm) | Höhe (cm) | Inschrift                                           |
| --------- | ------------ | ---------------- | --------- | --------------------------------------------------- |
| h′        | 358          | 85               | 69        | HERR, GOTT, DU BIST UNSERE ZUFLUCHT FÜR UND FÜR +   |
| d′′       | 208          | 71               | 52        | GOTTESRUF. ICH HABE DICH BEI DEINEM NAMEN GERUFEN + |
| e′′       | 150          | 63               | 50        | HOFFNUNG. SEID FRÖHLICH IN HOFFNUNG +               |

Die Orgel mit zwei Manualen, Pedal und zehn Registern steht seit 1969 im Gemeindezentrum. Sie wurde 1953 von der Firma E. F. Walcker & Cie für die Dorfkirche gebaut.